# 哈维卡咖啡馆

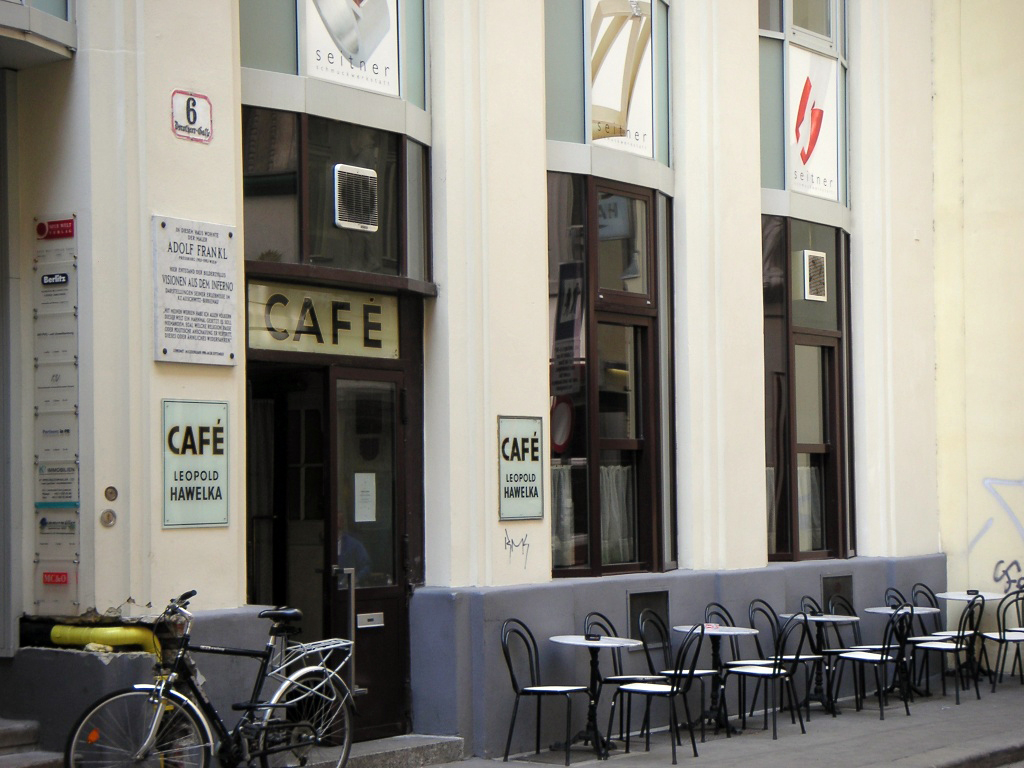
哈维卡咖啡馆

哈维卡咖啡馆（Café Hawelka）是一座著名咖啡馆，位于维也纳内城区多萝西巷6号。

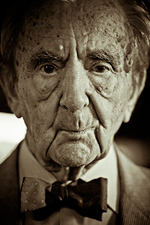
利奥波德·哈维卡，2008

哈维卡咖啡馆由利奥波德·哈维卡始创于1939年。哈维卡原先自1936年和妻子约瑟芬·哈维卡一起在贝克街经营老维也纳咖啡馆，1939年5月接手多萝西街的路德维希咖啡馆。这个地点最初是1906年查塔姆酒吧的开业地点。最近二十年来有人认为，原来的地点被称为Je t'aime-Bar酒吧，产生这个错误是因为原始来源的发音有点平淡。研究20世纪初的奥地利报纸有助于发现这几乎成为轶事的错误。第二次世界大战爆发后，哈维卡不得不关闭，1945年秋季重新开放时，幸运地在大体上仍然完好无损。
1955年，占领时期结束后，这座咖啡馆迅速成为作家和评论家的聚会地点。1961年庄园咖啡馆（Herrenhof）关闭后，更多的艺术家聚集在这里，成为当时艺术舞台的聚集中心，佛登斯列·汉德瓦萨等人都是这里的常客。在六十年代和七十年代，这座咖啡馆经历了高峰期。咖啡馆的艺术氛围也启发了格奥格·但泽1976年的歌曲Jö, schau。 

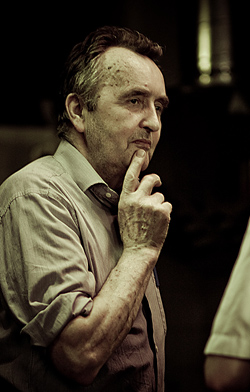
京特·哈维卡，2008

2005年3月22日，和丈夫管理咖啡馆达60年的约瑟芬·哈维卡去世。她烘烤这里的特色甜品布赫腾（Buchteln），现在由约瑟芬和利奥波德的儿子京特·哈维卡根据旧的配方烘烤。利奥波德·哈维卡仍会坐在入口处，迎接客人。